# Chemnitzi Stadtbahn
Chemnitzi Stadtbahn (német nyelven: Stadtbahn Chemnitz vagy City-Bahn Chemnitz) Németország Chemnitz városában és környékén található Stadtbahn hálózat. Összesen 5 vasút- és 1 buszvonalból áll. Jelenlegi üzemeltetője a '.
A vágányok 1435 mm-es nyomtávolságúak, az áramellátás felsővezetékről történik, a feszültség 750 V egyenáram. 
A forgalom 1997 március 10-én indult el.
A hálózat érdekessége, hogy egyaránt tartalmaz dízel- és villamos üzemű részeket is.

## Képgaléria

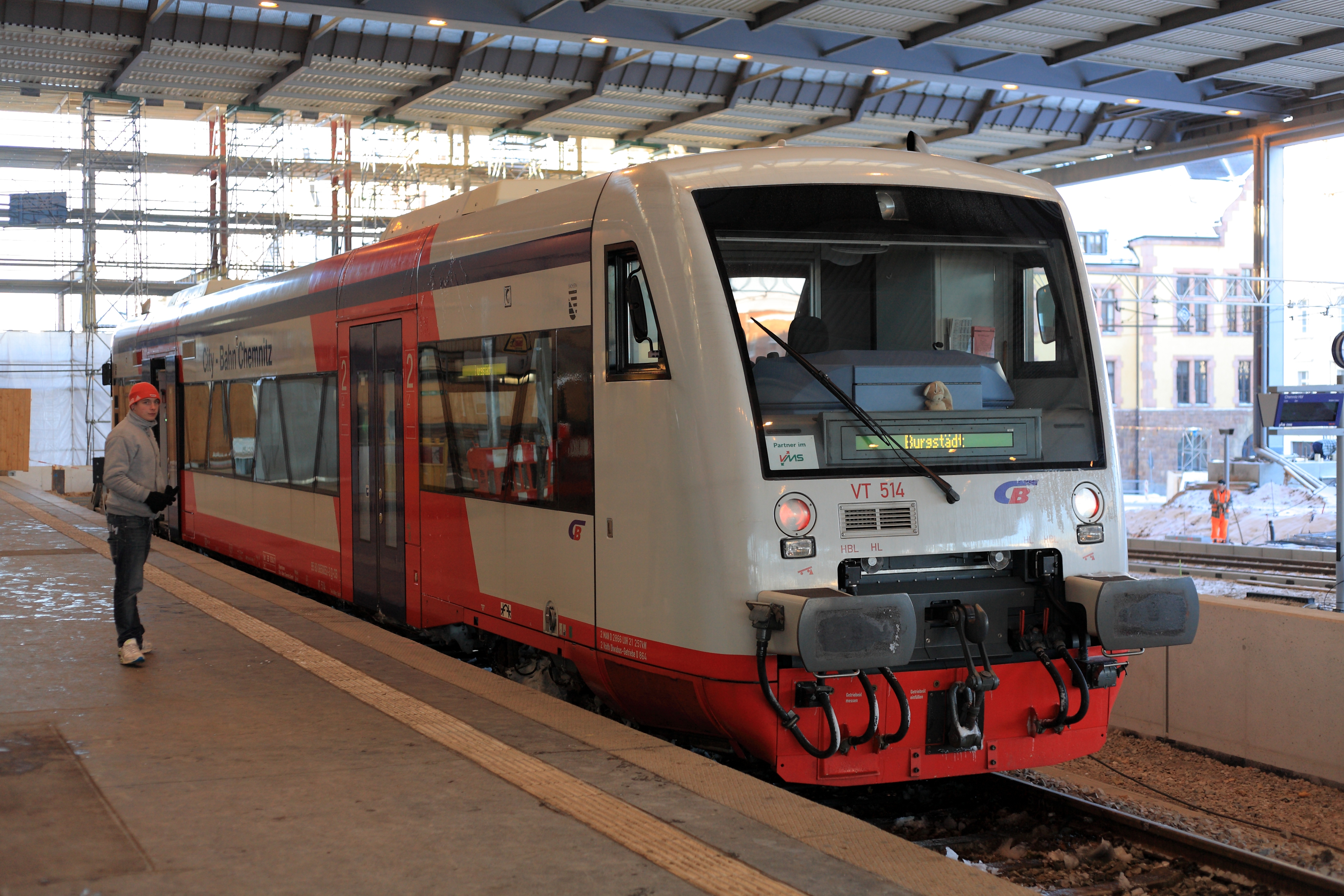
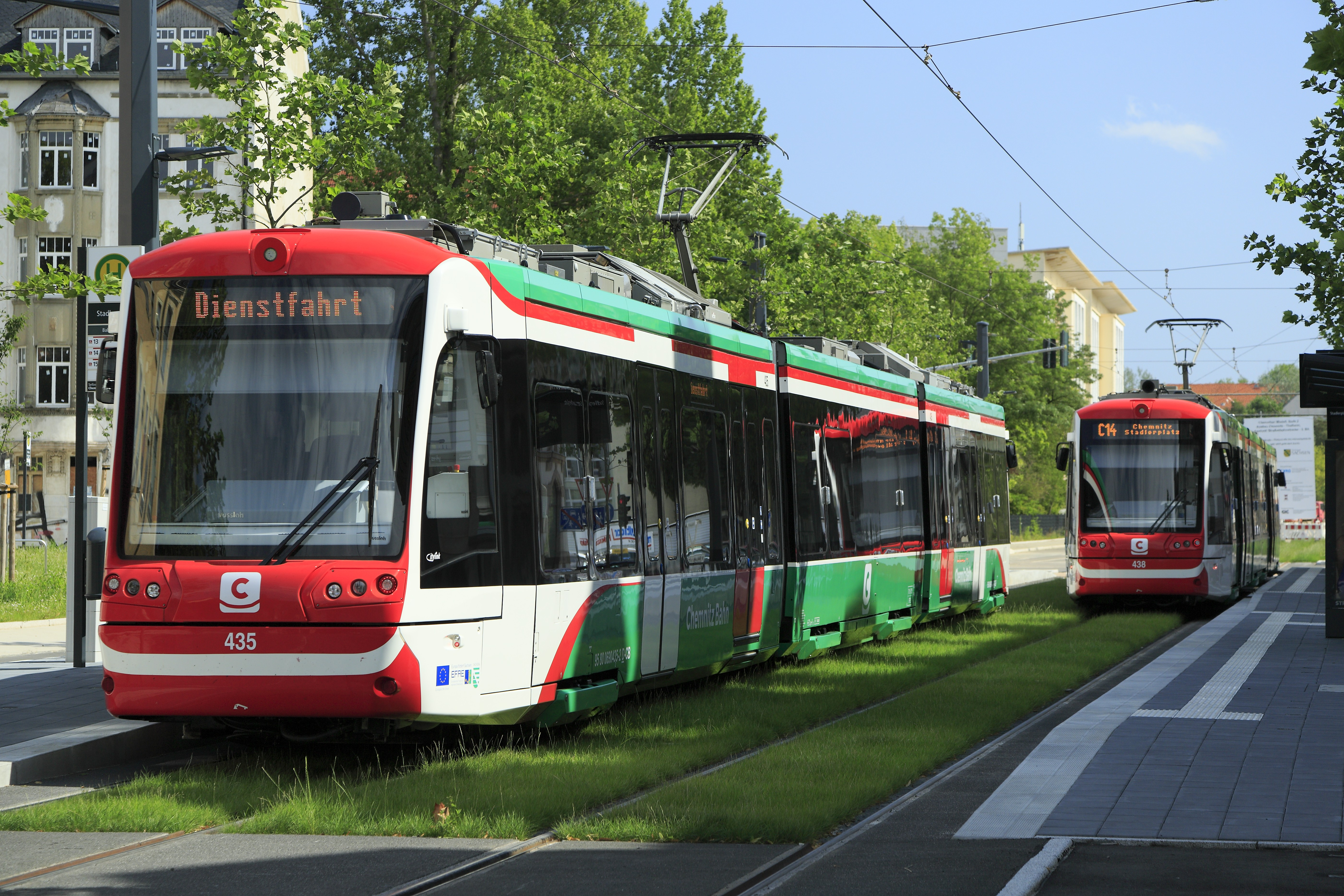